# محمود أباد (خدا أفرين)
محمود أباد هي قرية في مقاطعة خدا أفرين، إيران. عدد سكان هذه القرية هو 1,058 في سنة 2006.